# Miss Universe 1961
Miss Universe 1961 var den 10. Miss Universe konkurrence. Den blev afholdt 1. juli i Miami Beach i Florida, USA. Miss Tyskland, 24-årige Marlene Schmidt, vandt konkurrencen.

## Resultat
- Miss Universe 1961:  Tyskland, Marlene Schmidt
- Andenplads:  Wales, Rosemarie Frankland
- Tredjeplads:  Argentina, Adriana Gardiazábal
- Fjerdeplads:  England, Arlette Dobson
- Femteplads:  USA, Sharon Renee Brown
- Semifinalister:
  -  Chile, María Gloria Silva
  -  Republikken Kina, Wang Li-Ling
  -  Frankrig, Simone Darot
  -  Island, Kristjana Magnusdóttir
  -  Israel, Atida Pisanti
  -  Korea, Sao Yanghee
  -  Peru, Carmela Stein Bedoya
  -  Skotland, Susan Jones
  -  Sverige, Gunilla Knutsson
  -  Schweiz, Liliane Burnier

## Specielle Priser
- Venlighed:  Grækenland, Eleftheria Deloutsi
- Fotogen:  Colombia, Patricia Whitman Owin